# 島根県道230号馬潟港線
島根県道230号馬潟港線（しまねけんどう230ごう まかたこうせん）は、島根県松江市を通る一般県道である。

## 概要
松江市富士見町から松江市馬潟町に至る。

### 路線データ
- 起点：島根県松江市富士見町（島根県道153号東出雲馬潟港線終点）
- 終点：島根県松江市馬潟町（手間交差点、国道9号交点）

## 路線状況

### 重複区間
- 島根県道153号東出雲馬潟港線（松江市富士見町（起点） - 松江市八幡町）

## 地理

### 通過する自治体
- 島根県
  - 松江市

### 交差する道路
| 交差する道路                             | 交差する場所 | 交差する場所      |
| ---------------------------------------- | ------------ | ----------------- |
| 島根県道153号東出雲馬潟港線 重複区間起点 | 富士見町     | 起点              |
| 島根県道153号東出雲馬潟港線 重複区間終点 | 八幡町       |                   |
| 国道9号 国道180号 重複                   | 馬潟町       | 手間交差点 / 終点 |

### 交差する鉄道
- 山陰本線

### 沿線
- 中海
- 松江港（馬潟港）